# 东圃客运站
东圃汽车客运站位於中国广州市天河區，临近广州环城高速公路、广园快速路、107国道，于2001年8月投入使用。车站占地面积12718㎡，主要营运广州市、广东省内營運班車及邻近省份的长途客车，並承擔流花車站、廣州汽車客運站班線調整客源分流的疏導任務。2020年7月，该站的始发线路停运，该站降格为招呼站。

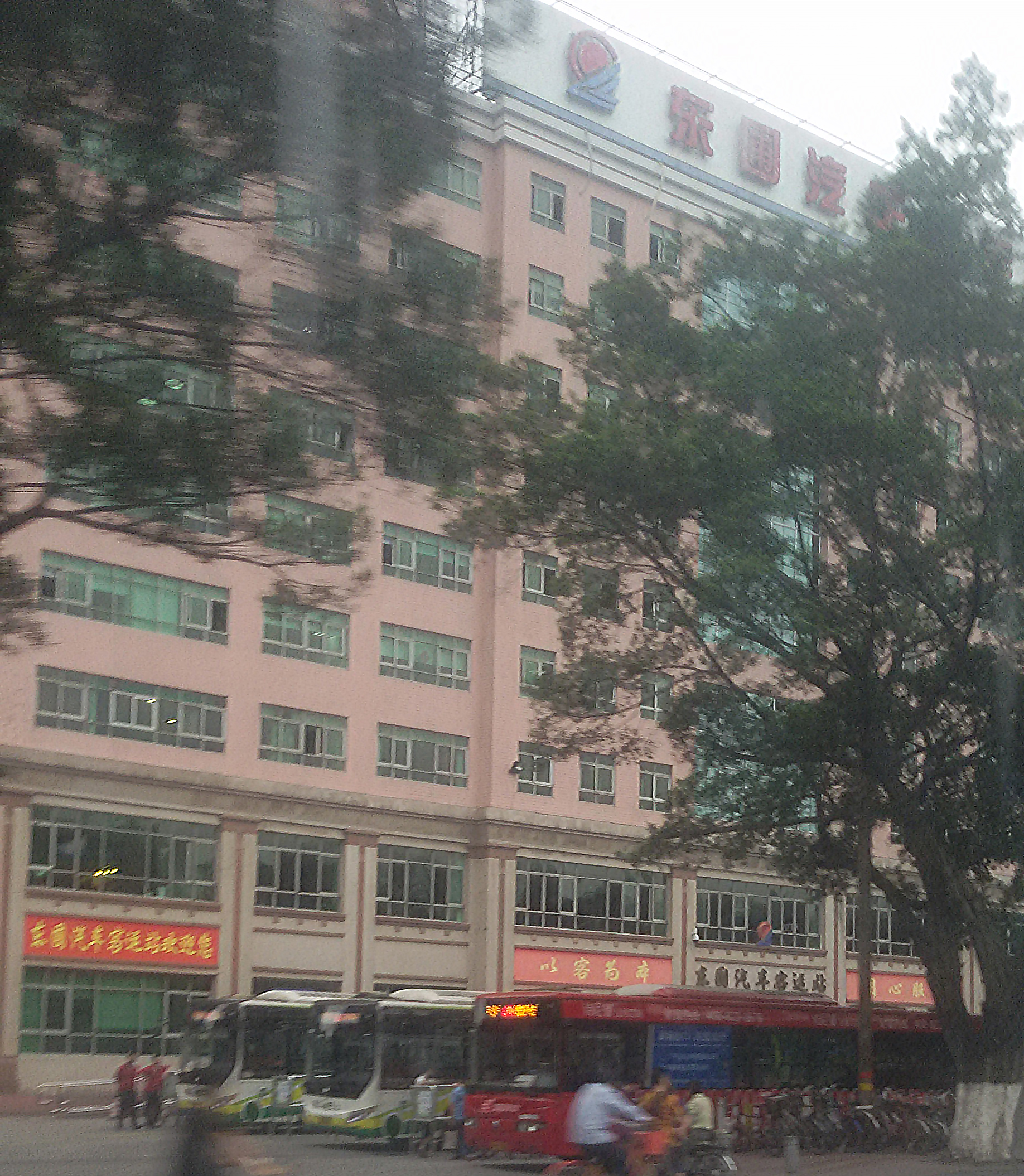
東圃汽車客運站

## 地址
- 广州市天河区中山大道中 1011-1015